# Бондарук Іван Федорович
Іван Федорович Бондарук (нар. 21 січня 1918, с. Рижівка — пом. після 1985) — радянський господарський, державний та політичний діяч, Герой Соціалістичної Праці.

## Біографія
Народився 1918 року в селі Рижівка Ладижинської волості Гайсинського повіту Подільської губернії. Член КПРС.
Учасник радянсько-німецької війни у складі 322-го оадн Чкаловського ВО на ст. Тоцьке, Білоруського ВО, діловод.
З 1946 року — на господарській, громадській та політичній роботі.
У 1946–1980 роках — сільськогосподарський та партійний працівник у Київській та Черкаській областях Української РСР, перший секретар Корсунь-Шевченківського райкому Компартії України.
Указом Президії Верховної Ради СРСР від 22 грудня 1977 року Бондаруку Івану Федоровичу було надано звання Героя Соціалістичної Праці з врученням ордена Леніна та золотої медалі «Серп і Молот».
Делегат XXV з'їзду КПРС.
Помер після 1985 року.